# Henri Wynsdau
Henri Wynsdau, auch Henry und Wijnsdau, (* 15. Juni 1897 in Forest/Vorst; † nach 1935) war ein belgischer Radrennfahrer.
Henri Wynsdau war Profi-Radrennfahrer von 1921 bis 1935. 1919 wurde er belgischer Vizemeister der Amateure im Straßenrennen, im Jahr darauf errang er den Titel. In den folgenden Jahren verlegte er sich hauptsächlich auf Bahnradsport, auf Steher- und Sechstagerennen. 1933 wurde er belgischer Meister der Steher. Er startete bei insgesamt sieben Sechstagerennen, hauptsächlich gemeinsam mit seinem Bruder Théo.